# Établissement public de transport urbain et suburbain de Béjaïa
L'Établissement public de transport urbain et Suburbain de Béjaïa (en arabe: حافلات بجاية) connu sous l'acronyme ETUSB est une entreprise publique algérienne qui assure le transport commun dans la ville de Béjaïa.

## Historique
L'établissement public est fondée dans un contexte où l'Algérie, ayant libéralisé le transport urbain en 1987, n'ai cependant pas défini d'offre minimale pour les opérateurs privés. En 2010, suite a ce constat, l'État algérien crée plusieurs opérateurs public tel que l'ETUSTO pour Tizi Ouzou ainsi que l'ETUSB à Béjaïa.

## Réseau

### Parc
En mars 2025, l'ETUSB se dote de dix bus supplémentaire pour ses lignes urbaines.

### Ouvrages
- Université de Constantine, Idjeraoui Ouahiba, Boutabba Hynda et Université de M’sila, « Problématique de la mobilité urbaine dans les villes algériennes. Cas de la congestion routière à Bejaia », Analele Universitatii Bucuresti: Geografie/Annals of the University of Bucharest – Geography Series, vol. 68, no 1,‎ 1er novembre 2019, p. 25–44 (DOI 10.5719/AUB-G/68.1/2, lire en ligne, consulté le 31 juillet 2025).